# Llau de l'Obaga
La llau de l'Obaga és una curta llau del terme de Conca de Dalt, al Pallars Jussà, dins del seu antic terme de Toralla i Serradell, en territori del poble de Torallola.
Situada al nord-oest de Torallola, té el seu origen a l'Obaga de Vilanova, des d'on davalla cap a l'est-sud-est i en 250 metres de recorregut arriba al lloc de Fornot, on s'aboca en el barranc del Solà, formant entre tots dos el barranc de Vilanova.